# 娙娥
娙娥，汉朝女官，也是皇帝妃嫔的位号。
汉武帝置娙娥，品秩中二千石，爵比关内侯。当时有邢娙娥。娙娥上有婕妤，汉元帝时又设昭仪，娙娥在妃嫔中为第三等。